# Hřib satanovitý
Hřib satanovitý (Boletus satanoides Smotl. 1920) je vzácná jedovatá houba z čeledi hřibovitých. Patří mezi barevné a modrající hřiby, blízce příbuzný je s hřibem satanem.

## Synonyma
- Boletus lupinus s. Bres.[2]
- Boletus purpureus s. Romagn.[2]
- Boletus satanoides Smotl. 1920[3]
- Boletus satanas beta Smotl.[3] (pracovní název z roku 1911)
- Boletus satanoides, forma (var.) typica Smotl.[3]

české názvy
- hřib satanovitý
- modrák satanovitý[3]

## Klasifikace
Hřib satanovitý popsal roku 1920¹) mykolog František Smotlacha. Latinský (vědecký) název Boletus satanoides však použil již v roce 1912 na první veřejné výstavě v Praze, o rok dříve pro něj používal označení Boletus satanas beta.
Smotlacha pod název „hřib satanovitý“ spojil tři houby, které pokládal za formy jednoho druhu, a které byly později odděleny jako druhy samostatné. Ze Smotlachova popisu například roku 1968 český mykolog Albert Pilát vyčlenil samostatný druh hřib Le Galové (Boletus legaliae Pilát et Dermek). Název hřib satanovitý (Boletus satanoides) je proto v některých publikacích uváděn i jako synonymum pro hřib Le Galové (Boletus legaliae).
V současnosti je jako hřib satanovitý (Boletus satanoides) označována původní forma, kterou Smotlacha popsal jako Boletus satanoides, forma (var.) typica. Ta je nyní chápána jako samostatný druh, který je blízce příbuzný hřibu satanu, případně jako forma satanu.
¹) Ačkoli je v literatuře uváděn rok 1920, zmiňuje Smotlacha, že jej popsal v II. ročníku ČČSH (1921).

## Vzhled
Klobouk dosahuje až 150 milimetrů, bývá klenutý až poduškovitý. Mladý má bělavý až bělošedý odstín, mohou být přítomné růžové tóny. Později je bělavě šedý, na temeni zahnědlý.
Rourky jsou žluté až zelenožluté, póry nejprve karmínové, později cihlově červené. Otlaky intenzivně modrají.
Třeň až 150 × 50 milimetrů, tvaru soudkovitého až kyjovitého. V horních partiích je nažloutlý, ve spodní načervenalý a celý jej kryje hustá karmínová síťka.
Dužnina má bělavě žluté zbarvení, na řezu zelenomodrá. Chuť je nasládlá, vůně slabá, připomínající strakoš.

## Výskyt
Jde o velmi vzácný druh, který se vyskytuje v listnatých lesích pod duby či buky, popsán byl i na rybniční hrázi.
V rámci chráněných území České republiky byl hřib kovář popsán mimo jiné na následujících lokalitách:
- Luční (okres Tábor) – jediný popsaný výskyt v rámci jižních Čech[2]

## Záměna
- hřib satan (Boletus satanas) – vápenité podloží
- hřib nachový (Boletus purpureus) – vápenité podloží
- hřib Le Galové (Boletus legaliae) – při zasychání voní po Maggi
- hřib Moserův (Boletus rubrosanguineus) – vyšší polohy, jehličnaté lesy

Hřib satan, nachový a Moserův se obvykle nevyskytují na hrázích rybníků. Od satanu se hřib satanovitý liší výrazněji nažloutlou barvou dužniny, drobnějšími plodnicemi a obvykle kyjovitým třeněm, který se směrem nahoru rozšiřuje.

## Zajímavosti
Hřib satanovitý byl vyobrazen Josefem Saskou na poštovní známce z řady Ochrana přírody - Vzácné houby vydané 28. června 2000 nákladem 2 290 000 kusů.